# Gare de Laissac
La gare de Laissac est une gare ferroviaire française de la ligne de Sévérac-le-Château à Rodez, située sur le territoire de la commune de Laissac-Sévérac l'Église, dans le département de l'Aveyron, en région Occitanie.
Elle est mise en service en 1880, par la Compagnie des chemins de fer du Midi et du Canal latéral à la Garonne.
C'est une halte ferroviaire de la Société nationale des chemins de fer français (SNCF), desservie jusqu'en 2017 par des trains TER Occitanie, puis uniquement par des autocars.

## Situation ferroviaire
Établie à 600 mètres d'altitude, la gare de Laissac est située au point kilométrique (PK) 601,062 de la ligne de Sévérac-le-Château à Rodez, entre les gares voyageurs ouvertes de Sévérac-le-Château et de Rodez.

## Histoire
La Compagnie des chemins de fer du Midi et du Canal latéral à la Garonne obtient en 1863 la concession du chemin de fer de Millau à Rodez, qu'il met en service le 14 mai 1880.
En 2015, selon les estimations de la SNCF, la fréquentation annuelle de la gare était de 1 313 voyageurs.
Dès le 10 décembre 2017, la ligne ferroviaire Rodez - Millau est fermée.

## Service des voyageurs

### Accueil
Arrêt Routier .

### Desserte
Laissac était desservie par des trains TER Occitanie jusqu'au 9 décembre 2017, date de fermeture de la ligne ferroviaire Rodez - Millau, remplacée par une desserte par autocar passant par Laissac.

### Intermodalité
Un parking pour les véhicules est aménagé.